# جنت گلدستاین
جنت الیز گلدستاین (انگلیسی: Jenette Elise Goldstein؛ زادهٔ ۴ فوریهٔ ۱۹۶۰) یک هنرپیشه و کارآفرین اهل ایالات متحده آمریکا است.

## آثار
از فیلم‌ها یا برنامه‌های تلویزیونی که وی در آن نقش داشته است می‌توان به آثار زیر اشاره کرد.
- ترس و نفرت در لاس وگاس
- بیگانه‌ها
- نابودگر ۲: روز داوری
- اسلحه مرگبار ۲
- قرارگاه نظامی
- تاریکی نزدیک
- بازی منصفانه